# Addicted to You (canção de Shakira)
"Addicted to You" é uma canção gravada pela artista musical colombiana Shakira, para o seu nono álbum de estúdio Sale el Sol (2010). "Addicted to You" foi escrito por Shakira, El Cata, John Hill e Luis Fernando Ochoa, e é uma música influenciada por merengue, também apresenta influências proeminentes da música reggaeton e descreve de forma lírica a paixão de Shakira por um namorado. Apesar de ter um título em inglês, a maior parte da música é cantada em espanhol.
Após o seu lançamento, os críticos foram positivos em sua maioria e elogiaram suas batidas de uptempo. A música atingiu o número um no Monitor Latino no México, onde posteriormente foi certificado de platina pela Mexican Association of Phonograph Producers (AMPROFON). Também teve um bom desempenho nas paradas dos países da Polônia, Espanha e França. Nos Estados Unidos, o single foi bem sucedido nas tabelas de singles latinos, atingindo o número nove na parada da Billboard Hot Latin Songs e no número três no gráfico Latin Pop Airplay e Tropical Songs.
Um videoclipe de acompanhamento para "Addicted to You" foi dirigido por Anthony Mandler e apresentou Shakira cantando a música em vários locais, enquanto se divertiu com roupas diferentes. Muitos críticos elogiaram o interesse geral do vídeo e a aparência de Shakira. O clipe atingiu mais de 100 milhões de visualizações no site de compartilhamento de vídeos YouTube e recebeu um "Vevo Certified" pelo site de videoclipes Vevo, pela conquista.

## Antecedentes e composição
"Addicted to You" foi escrito pelo rapper dominicano e produtor de discos Edward Bello, o produtor de discos americano John Hill, Luis Fernando Ochoa e Shakira, para o nono álbum de estúdio Sale el Sol. O álbum marcou a primeira vez que Shakira trabalhou com Bello, que é mais conhecido por seu nome artístico El Cata e sua colaboração começou depois que Shakira expressou seu desejo de experimentar a música do merengue, dizendo: "Cresci ouvindo o merengue - isso foi em grande parte da minha vida e eu estava sentindo falta". Merengue é um tipo de música e dança originária da República Dominicana e depois de ser encaminhada para Bello pelo rapper americano Pitbull, Shakira viajou para o país e começou a gravar sessões com ele em seu estúdio "pequeno" em Santo Domingo.  Bello falou sobre sua colaboração com Shakira, dizendo: "Se eu estivesse pensando que este pequeno estúdio estaria na visão do mundo neste momento, eu não acreditaria". Em 14 de março de 2012, o site oficial da Shakira anunciou que "Addicted to You" seria o quinto e último single lançado do Sol. Foi disponibilizado para download digital na Amazon.com e ITunes pela Epic Records um dia antes.
De acordo com Shakira, Sale el Sol tem três direções, uma das quais é o "lado latino, tropical" do álbum. "Addicted to You", juntamente com outras faixas "Loca" e "Rabiosa", é um exemplo primordial desta direção musical. Além do merengue," Addicted to You "é influenciado pela música reggaeton e apresenta" um refrão da década de 70 e sons de Copacabana". Apesar de ter um título em inglês, as palavras "Viciado em Você" só são cantadas no refrão e o resto da música é cantada inteiramente em espanhol. detalha a paixão de Shakira com um namorado.

## Recepção
A recepção crítica para "Addicted to You" foi principalmente positiva. Jennifer Schaffer, do The Stanford Daily, comentou que a música impede o ouvinte de ficar atrapalhado e se apressa de volta ao ritmo da dança hip-balançando. Michelle Morgante, do The Boston Globe, pegou a música como um exemplo do "novo híbrido de merengue-rock de Shakira" que estabelece riffs de rock nus ao longo de um ritmo de condução em uma batida que é irresistível". Carlos Macias do Terra USA, no entanto, deu uma revisão negativa e criticou seu uso de "teclado barato que impulsiona a melodia da música tocada em casamentos e festas de quinze anos". Em 2013, o Latina incluiu "Addicted to You" na sua lista de "The 13 Best Songs in Spanglish" e comentou que "se os falantes não espanhóis não conseguirem pegar o idioma depois de ouvir essa faixa, então nos sentimos mal por vocês". No 28º Prêmio International Dance Music, realizado em 2013, "Addicted to You" foi nomeado para "Best Latin Dance Track". Também foi nomeado no Billboard Latin Music Awards de 2013 para Latin Pop Song of the Year. El Cata recebeu um prêmio ASCAP Latin na categoria Pop por sua composição na música.
Comercialmente, "Addicted to You" foi um sucesso particular no México. e posteriormente foi certificado de platina pela Mexican Association of Phonograph Producers (AMPROFON) por vender mais de 60 mil unidades. Em outros lugares, a música atingiu o número um no Polish Airplay. Na Espanha e França, a música alcançou os números 15 e 14, respectivamente. "Addicted to You" também apresentou um bom desempenho nas paradas latinas nos Estados Unidos. Ele alcançou o número nove na Billboard Hot Latin Songs dos EUA e ficou no gráfico por um total de 20 semanas. Ele alcançou o número três nas tabelas Latin Pop Airplay e Tropical Songs, permanecendo nas paradas por um total de 26 e 13 semanas, respectivamente. A música foi reconhecida como uma música premiada no BMI Latin Awards 2011.

## Videoclipe
O videoclipe de acompanhamento de "Addicted to You" foi dirigido por Anthony Mandler em um período de um dia em Valência, Califórnia. O vídeo estreou em todo o mundo em 2 de maio de 2012 e tornou-se o "trending topic" no serviço de redes sociais e microbloggings onlines Twitter. O vídeo sem trama apresenta Shakira cantando a música em vários locais enquanto "se contorcia" em uma cama na sala à luz de velas, dançando na frente de "algumas folhagens" nas ruas de uma cidade de "antigo estilo espanhol" e "espirrando em uma banheira". Shakira é vista usando roupas de alta moda em todo o vídeo, que inclui uma blusa de bolinhas preto e branco com um cinto de couro grosso e uma roupa interior preta de alto corte, um maiô cortado e uma saia maxi longa listrada e um mini t- vestido de camisa. Shakira também possui cabelo loiro "chanel" de ombro no clipe.
A recepção crítica do vídeo foi positiva. Andrea Magrath da Daily Mail, chamou o olhar de Shakira no vídeo "mais sexy do que nunca". Jenna Hally Rubenstein, da MTV, elogiou a aparição de Shakira no vídeo, dizendo que ela parece "insana no inicio" enquanto "fazendo aquele ridículo estilo Hip". Becky Bain, da Idolator, comentou que o vídeo é o "sucesso completo" no caso de "o principal desenho de assistir ao vídeo Shakira é assistir a cantora colombiana girar seus vestido em torno de cenários bonitos enquanto usava roupas reveladoras". O clipe atingiu mais de 100 milhões de visualizações no site de compartilhamento de vídeos YouTube e recebeu um "Vevo Certified" pelo site de videoclipes Vevo, pela conquista.

## Faixas e formatos
| Download digital |                                     |         |  |
| N.º              | Título                              | Duração |  |
| 1.               | "Addicted to You" (Versão de rádio) | 2:28    |  |

## Desempenho nas tabelas musicais
| Chart (2012)                                | Maior posição |
| ------------------------------------------- | ------------- |
| Bélgica (Ultratop 50 de Flandres)           | 27            |
| Bélgica (Ultratop 50 da Valônia)            | 18            |
| Eslováquia (Rádio Top 100)                  | 43            |
| Espanha (PROMUSICAE)                        | 14            |
| Estados Unidos (Billboard Hot Latin Songs)  | 9             |
| Estados Unidos (Billboard Tropical Airplay) | 3             |
| França (SNEP)                               | 15            |
| Itália (FIMI)                               | 49            |
| México (Monitor Latino)                     | 1             |
| Polónia (Polish Airplay Top 100)            | 1             |
| Suíça (Schweizer Hitparade)                 | 70            |

| Chart (2012)                | Posição |
| --------------------------- | ------- |
| Bélgica (Wallonia)          | 97      |
| França (SNEP)               | 80      |
| Espanha (PROMUSICAE)        | 48      |
| EUA (Billboard Latin Songs) | 28      |

## Vendas e certificações
| Região                                                                                             | Certificação | Vendas  |
| -------------------------------------------------------------------------------------------------- | ------------ | ------- |
| Brasil (Pro-Música Brasil)                                                                         | Ouro         | 20,000‡ |
| México (AMPROFON)                                                                                  | Platina      | 60,000  |
| *números de vendas baseados somente na certificação ^distribuições baseadas apenas na certificação |              |         |

## Histórico de lançamento
| País      | Data                | Formato          | Gravadora  |
| --------- | ------------------- | ---------------- | ---------- |
| Argentina | 13 de março de 2012 | Download digital | Sony Music |
| Bélgica   | 13 de março de 2012 | Download digital | Sony Music |
| Brasil    | 13 de março de 2012 | Download digital | Sony Music |
| Colômbia  | 13 de março de 2012 | Download digital | Sony Music |
| Espanha   | 13 de março de 2012 | Download digital | Sony Music |
| EUA       | 13 de março de 2012 | Download digital | Sony Music |
| França    | 13 de março de 2012 | Download digital | Sony Music |
| Itália    | 13 de março de 2012 | Download digital | Sony Music |
| México    | 13 de março de 2012 | Download digital | Sony Music |
| Portugal  | 13 de março de 2012 | Download digital | Sony Music |